# Mussidia
Genre
Mussidia est un genre d'insectes lépidoptères de la famille des Pyralidae, originaire d'Afrique subsaharienne.

## Liste d'espèces
Selon Catalogue of Life (29 sept. 2013) :
- Mussidia decaryalis
- Mussidia fiorii
- Mussidia irisella
- Mussidia melanoneura
- Mussidia nigrivenella
- Mussidia nigrolineella
- Mussidia physostigmatis
- Mussidia semipectinella